# Dasyomma impressifrons
Dasyomma impressifrons är en tvåvingeart som beskrevs av Malloch 1932. Dasyomma impressifrons ingår i släktet Dasyomma och familjen bäckflugor. Inga underarter finns listade i Catalogue of Life.